# Juan Ramón Verón
Juan Ramón Verón (La Plata, 17 marzo 1944 – La Plata, 27 maggio 2025) è stato un calciatore e allenatore di calcio argentino, di ruolo centrocampista.

## Biografia
Giocatore dell'Estudiantes per anni, era padre di Juan Sebastián Verón e Iani Martín e nonno di Deian Verón anch'essi calciatori.

## Carriera

### Club
Soprannominato La Bruja (la strega), nomignolo che verrà poi trasferito, modificato in Brujita (streghetta), al figlio, debutta nel 1962 con la maglia dell'Estudiantes di La Plata, sua città natale, dove gioca per 10 anni, vincendo un titolo nazionale e tre Coppe Libertadores; trasferitosi al Panathīnaïkos, in Grecia, vi vince un campionato di calcio greco; torna in Argentina, ma l'anno successivo si trasferisce ai colombiani dell'Atlético Junior, dove vince un altro titolo nazionale, prima di passare al Cúcuta Deportivo. Si ritira nel 1981 con la maglia dell'Estudiantes.

## Palmarès

### Competizioni nazionali
- Campionato argentino: 1

Estudiantes: Metropolitano 1967
- Campionato colombiano: 1

Atletico Junior: 1977
- Campionato greco: 1

Panathinaikos: 1972

### Competizioni internazionali
- Coppa Libertadores: 3

Estudiantes: 1968, 1969, 1970
- Coppa Intercontinentale: 1

Estudiantes: 1968
- Coppa Interamericana: 1

Estudiantes: 1968